# 維克托里夫卡 (別列佐夫卡區)
47°9′55″N 30°57′30″E / 47.16528°N 30.95833°E
維克托里夫卡（烏克蘭語：Вікторівка）是位於烏克蘭西南部的村莊，由敖德萨州贝雷济夫卡区的貝雷濟夫卡市鎮負責管轄。該村始建於1830年，面積0.96平方公里，海拔高度9米，2001年人口767，人口密度每平方公里800.63人。